# Secundinus z Cirty
Svatý Secundinus z Cirty se narodil ve Španělsku ale byl v exilu v Severní Africe. Stal se knězem a roku 259 byl za vlády císaře Valeriána umučen za svou víru. Spolu s dalšími 4 osobami je ve skupině Mučedníci v Cirtě.
Jeho svátek se slaví 29. dubna.